# 道の駅豊栄

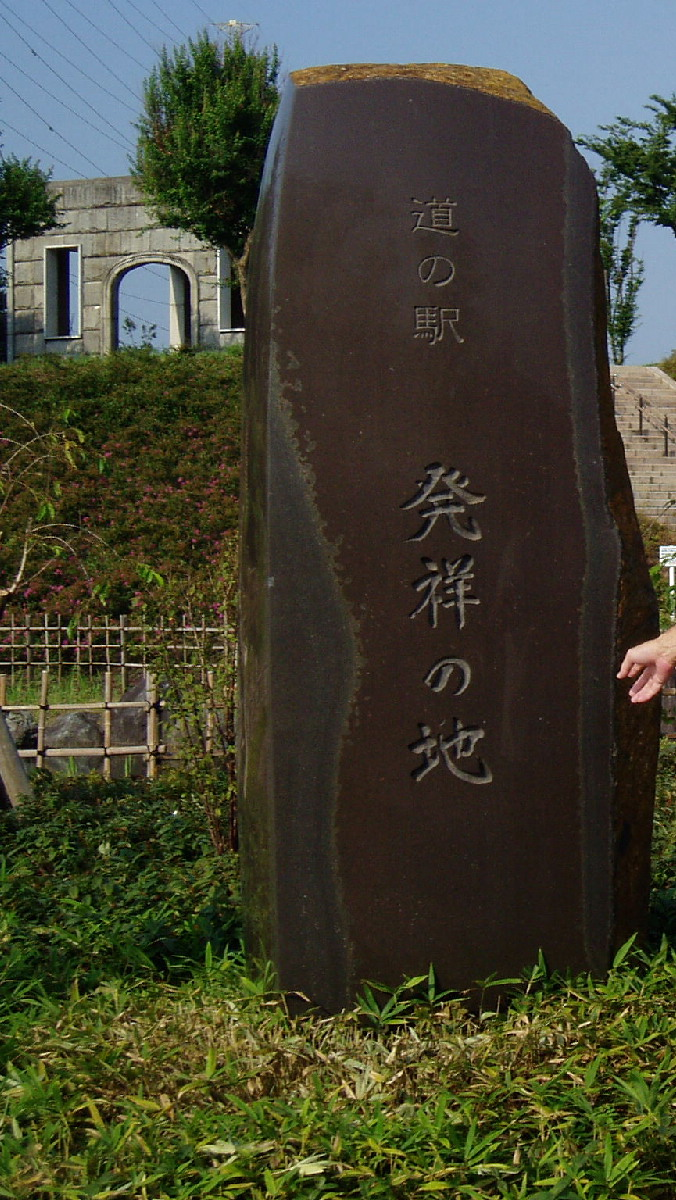
「道の駅 発祥の地」の碑

道の駅豊栄（みちのえき とよさか）は、新潟県新潟市北区木崎にある国道7号新新バイパスの道の駅である。豊栄パーキングエリアとも呼ばれる。
日本で初めて一般道に設置されたパーキングエリアで、施設内に「道の駅 発祥の地」の石碑がある。

## 概要
当初、北陸自動車道から新潟・新新バイパス経由で新発田・村上方面へ向かう際、新潟黒埼IC（当時、現在の黒埼IC）から先には休憩施設がなかったことから、一般国道としては全国で初めて道路情報ターミナルを備えたPAとして1988年（昭和63年）11月10日「豊栄パーキングエリア」の名称でオープンした。
オープン当初に完成していたのは道路情報ターミナル、駐車場、物産販売コーナーであったが、1990年（平成2年）3月には遊歩道や防災池を備えた公園が開園した。
その後1993年（平成5年）、「道の駅」制度の発足に伴って道の駅豊栄として登録された。新潟県内では第1号の道の駅となったが、道の駅の発祥の地については諸説あるとされる。
2001年（平成13年）12月に改修され、情報ターミナルの機器更新、公園のバリアフリー化、休憩施設内の売店、自販機コーナー、軽食コーナーの改修、地元農産物コーナーの新設など、施設の拡充が行われた。
また、翌2002年（平成14年）8月1日より、公衆無線LANでインターネットに無料接続できるサービスを開始。2013年7月18日でサービスを終了した。
売店などは開駅当初より株式会社高口又四郎商店が運営を行ってきたが、2014年4月1日に株式会社まちづくり豊栄に譲渡された。

## 主な施設
- 駐車場
  - 普通車：118台[3]
  - 大型車：34台[3]
  - 身障者用：2台[3]
- トイレ （24時間利用可能）[5]
- 自然公園[2]
- 軽食堂[2][5]（7:00 - 19:00、12月から2月までは7:00 - 17:00）[3]
- 売店[2][5]（同上）[3]
- 道の駅「豊栄」情報ターミナル[2]（道路情報施設、9:00 - 17:00）[3]

### 管理
- 国土交通省北陸地方整備局
- 社団法人北陸建設弘済会

## 休館日
- 年中無休[3]

## 隣
国道7号新新バイパス
豊栄IC - 道の駅豊栄 - 東港IC